# The Family Stone
The Family Stone is een Amerikaanse mozaïekfilm uit 2005 onder regie van Thomas Bezucha. De film draait om de tegenslagen die een familie te verduren krijgt gedurende het kerstfeest als de oudste zoon zijn vriendin meebrengt met de intentie om haar ter huwelijk te vragen met een waardevol familie-erfstuk. De titel van de film is een bespeling van de naam van de familie en een referentie naar de ring.

## Verhaal
Everett Stone heeft een relatie met Meredith Morton en probeert haar voor te stellen aan zijn familie. Niet iedereen staat te wachten op haar komst...
Ook de komst van haar zus is een verrassing voor iedereen.

## Rolverdeling
| Acteur               | Personage                |
| -------------------- | ------------------------ |
| Claire Danes         | Julie Morton             |
| Diane Keaton         | Sybil Stone              |
| Sarah Jessica Parker | Meredith Morton          |
| Rachel McAdams       | Amy Stone                |
| Dermot Mulroney      | Everett Stone            |
| Craig T. Nelson      | Kelly Stone              |
| Luke Wilson          | Ben Stone                |
| Tyrone Giordano      | Thad Stone               |
| Brian J. White       | Patrick Thomas           |
| Elizabeth Reaser     | Susannah Stone Trousdale |
| Paul Schneider       | Brad Stevenson           |